# Provinz Sekong
Sekong (auch Xekong, Lao: ເຊກອງ – [Sēkɔ̄ṅ]) ist eine Provinz von Laos.

## Geographie
Sekong liegt im Südosten des Landes. Die benachbarten Provinzen sind (von Süden im Uhrzeigersinn): Attapeu, Champasak und Salavan. Im Osten grenzt Sekong an die Provinz Quảng Nam von Vietnam.
Die Einwohnerzahl beträgt 129.000 (Stand: 2020). Sekong ist mit 7.665 km² die zweitkleinste Provinz, sie hatte 2005 mit 85.000 die geringste Einwohnerzahl (für 2009 geschätzt 95.000) und auch die geringste Bevölkerungsdichte aller Provinzen (11,1 Einwohner/km²). Dies ist auf die Abgelegenheit und die felsige Landschaft zurückzuführen.

## Bevölkerung
Die Bevölkerung besteht vorwiegend aus Lao Theung, die hier mit mehreren Volksgruppen vertreten sind. Malaria ist in der Provinz sehr verbreitet, die Kindersterblichkeitsrate ist die höchste im ganzen Land.

## Geschichte
Sekong wurde 1984 geschaffen, als das Gebiet von der Provinz Salavan abgetrennt wurde.

## Verwaltungsgliederung
Die Provinz besteht aus den folgenden vier Distrikten (ເມືອງ – [mʉ̄aṅ]):
| Code  | Distrikt       | Lao            | Karte der Distrikte Sekongs |
| 15-01 | Lamam (Lamarm) | ລະມາມ [Lamām]  | Karte der Distrikte Sekongs |
| 15-02 | Kaleum         | ກະເລິມ [Kalœm]  | Karte der Distrikte Sekongs |
| 15-03 | Dakcheung      | ດັກເຈິງ [Dâkčœṅ] | Karte der Distrikte Sekongs |
| 15-04 | Thateng        | ທ່າແຕງ [Tʰā̀tǣṅ] | Karte der Distrikte Sekongs |